# Йорж дунайський
Йорж дуна́йський (Gymnocephalus baloni) є відносно нещодавно (в 1974 р.) описаним видом, близько спорідненим із йоржем звичайним; для нього характерні аналогічні загально-біологічні та екологічні характеристики (див. статтю «Йорж звичайний»). Відповідно до результатів палеонтологічних та порівняльно-анатомічних досліджень еволюційно вид йорж дунайський походить саме від йоржа звичайного.
У довжину йорж дунайський досягає до 12 см, при цьому самиці за розмірами в середньому не відрізняються від самців. За типом прийнятного середовища це бентопелагічний вид; прийнятна величина рН води для нього становить 6.8-7.8, найбільшу активність виявляє в діапазоні температур 10-20°С.
Для йоржа дунайського характерні досить високі темпи розмноження: мінімальний час подвоєння популяції становить близько 15 місяців.
Початково вважалося, що ареал йоржа дунайського обмежується винятково басейном Дунаю. Але наприкінці 80-х — на початку 90-х років ХХ сторіччя цю рибу було виявлено також і в середній частині басейну Дніпра: в Кременчуцькому та Канівському водосховищах, а також в притоках Дніпра — Десні та Прип'яті. Таким чином, в межах України ареал йоржа дунайського представлений двома ізольованими територіями: пониззя Дунаю та середня течія Дніпра; припускається, що цей вид може мешкати також і в українській частині басейну притоку Дунаю — р. Тиса, але достовірних знахідок в цьому регіоні досі не зроблено.
Йорж дунайський є видом, що знаходиться під загрозою зникнення, і його включено до Червоного Списку МСОП (видання 2000 року).